# S.H.I.E.L.D.
S.H.I.E.L.D. (tłumaczone jako T.A.R.C.Z.A.) – fikcyjna organizacja z różnych serii komiksowych wydawanych przez Marvel Comics, oraz adaptacji. Jej twórcami są Stan Lee i Jack Kirby, którzy wprowadzili ją na łamach Strange Tales # 135 w sierpniu 1965 roku.
Nazwa „S.H.I.E.L.D.” jest akronimem od „Supreme Headquarters, International Espionage, Law-Enforcement Division”, a w 1991 roku została przemianowana na „Strategic Hazard Intervention Espionage Logistics Directorate”. W adaptacjach filmowych i telewizyjnych używana jest nazwa „Strategic Homeland Intervention, Enforcement and Logistics Division”. Skrót polskiej nazwy „T.A.R.C.Z.A.” rozwija się jako „Tajna Rada Czujności Antyszpiegowskiej”, z kolei w produkcjach powiązanych z Filmowym Uniwersum Marvela jako „Tajna Agencja Rozwoju Cybernetycznych Zastosowań Antyterrorystycznych”.

## Dyrektorzy S.H.I.E.L.D.
1. Rick Stoner
2. Nick Fury
3. Timothy „Dum Dum” Dugan
4. G.W. Bridge
5. Sharon Carter (Agent 13)
6. Maria Hill
7. Anthony Edward „Tony” Stark (Iron Man)
8. Norman Osborn
9. Steven Grant „Steve” Rogers (Kapitan Ameryka)
10. Daisy Johnson (Quake)

## Organizacje powiązane z S.H.I.E.L.D.
- A.R.M.O.R. (Altered-Reality Monitoring and Operational Response)
- H.A.M.M.E.R.
- S.T.R.I.K.E. (Special Tactical Response for International Key Emergencies)
- EuroM.I.N.D. (European Monitoring Investigation and Enforcement Division)
- S.H.A.P.E. (Supreme Headquarters Allied Powers Europe)
- S.W.O.R.D. (Sentient World Observation and Response Department)
- W.A.N.D. (Wizardry, Alchemy and Necromancy Department)

## Adaptacje

### Seriale animowane
- Iron Man: Obrońca dobra (1994–1996)
- Spider-Man (1994–1998)
- X-Men: Ewolucja (2000–2003)
- Iron Man: Armored Adventures (2009–2012)
- Avengers: Potęga i moc (2010–2013)
- Mega Spider-Man (2012–)
- Avengers: Zjednoczeni (2013–)
- Hulk i agenci M.I.A.Z.G.I. (2013–)

### Filmy animowane
- Avengers Confidential: Black Widow & Punisher (2014)

### Filmy telewizyjne
- Nick Fury (Nick Fury: Agent of S.H.I.E.L.D.) (1998) z Davidem Hasselhoffem w roli głównej

### Filmowe Uniwersum Marvela
S.H.I.E.L.D. występuje w wielu adaptacjach Filmowego Uniwersum Marvela, gdzie odpowiada ona przed Radą Bezpieczeństwa, która wydaje się być tajemniczą wersją ONZ. Na potrzeby uniwersum stworzono nowe postacie: Phil Coulson, Leo Fitz, Jemma Simmons czy Melinda May, które na łamach komiksów pojawiły się one dopiero po przedstawieniu ich w filmach i serialach. W MCU dyrektorem S.H.I.E.L.D. jest Nick Fury, a następnie zostaje nim Phil Coulson. Organizacja jest również jednym z łączników produkcji franczyzy.
Filmy
- Iron Man (2008)
- Incredible Hulk (2008)
- Iron Man 2 (2010)
- Thor (2011)
- Kapitan Ameryka: Pierwsze starcie (2011)
- Avengers (2012)
- Iron Man 3 (2013)
- Kapitan Ameryka: Zimowy żołnierz (2014)
- Avengers: Czas Ultrona (2015)

Seriale telewizyjne
- Agenci T.A.R.C.Z.Y.[5] (2013-2020)

Filmy krótkometrażowe Marvel One-Shots
- Konsultant (2011)
- Ciekawa rzecz spotkała nas przy młocie Thora (2011)
- Przedmiot 47 (2012)